# Estero Catapilco
Estero Catapilco är ett vattendrag i Chile.   Det ligger i regionen Región de Valparaíso, i den södra delen av landet, 120 km nordväst om huvudstaden Santiago de Chile.
Trakten runt Estero Catapilco består i huvudsak av gräsmarker. Runt Estero Catapilco är det ganska glesbefolkat, med 43 invånare per kvadratkilometer.